# Struikvireo
De struikvireo (Hylophilus flavipes) is een zangvogel uit de familie Vireonidae (Vireo's).

## Verspreiding en leefgebied
Deze soort komt voor van Costa Rica tot Venezuela en telt zeven ondersoorten:
- H. f. viridiflavus: van zuidwestelijk Costa Rica tot centraal Panama.
- H. f. xuthus: Coiba (nabij zuidwestelijk Panama).
- H. f. flavipes: noordelijk en centraal Colombia.
- H. f. melleus: La Guajira (noordelijk Colombia).
- H. f. galbanus: noordoostelijk Colombia, noordwestelijk Venezuela.
- H. f. acuticauda: noordelijk Venezuela.
- H. f. insularis: Tobago.

## Status
De grootte van de populatie is niet gekwantificeerd maar de soort wordt omschreven als algemeen tot zeer talrijk. Op de Rode lijst van de IUCN heeft deze soort de status niet bedreigd.